# Wang Zhenyi
Wang Zhenyi (1768 - 1797) va ser una astrònoma xinesa.

## Biografia
Nascuda en el si d'una família d'erudits a la província de Anhui, va passar la seva infantesa entre els llibres de la biblioteca del seu avi, qui li va descobrir l'astronomia, mentre que el seu pare li ensenyava matemàtiques. Anys després la família es va traslladar a Jilin, al nord-est de la Xina on va aprendre a cavalcar i a disparar amb arc i fletxes.Va morir el 1797 a Nankín amb 29 anys, sense deixar descendència.

## Obra
Va estudiar els eclipsis lunars, utilitzant models construïts en el jardí de la seva casa. La seva explicació del fenomen, donada en l'article Sobre l'explicació dels eclipsis lunars, és bastant encertada. En la seva curta vida va escriure dotze llibres sobre astronomia i matemàtiques. En el llibre Sobre la forma de bola de la Terra va explicar per què la gent no queia de la Terra esfèrica, entre altres temes. El 2004 la Unió Astronòmica Internacional va nomenar un cràter de Venus en el seu honor.